# نیلس آدلرکرئوتز
نیلس آدلرکرئوتز (انگلیسی: Nils Adlercreutz; ۸ ژوئیهٔ ۱۸۶۶ – ۲۷ سپتامبر ۱۹۵۵) سوارکار و سرهنگ ارتش اهل سوئد بود.